# Laniisoma
Laniisoma és un gènere d'ocells de la família dels titírids (Tityridae).

## Taxonomia
Segons la Classificació del Congrés Ornitològic Internacional (versió 12.2, 2022) aquest gènere està format per dues espècies:
- Laniisoma buckleyi - ploranera andina.
- Laniisoma elegans - ploranera elegant.